# Ecolab
Ecolab est une entreprise américaine de contrôle de produits notamment ceux de consommations et de l'eau et de son traitement, basée à Saint Paul dans le Minnesota. 

## Histoire
Elle prend son nom actuel en 1986, après être connue sous le nom de Economics Laboratory.
En juillet 2011, Ecolab acquiert Nalco Holding Company, dans une opération d'un montant de 5,4 milliards de dollars. 
En octobre 2021, Ecolab annonce l'acquisition de Purolite, une entreprise spécialisée dans la purification des ingrédients pour l'industrie pharmaceutique, pour 3,7 milliards de dollars.